# Bibio femoraspinatus
Bibio femoraspinatus är en tvåvingeart som beskrevs av Yang 1997. Bibio femoraspinatus ingår i släktet Bibio och familjen hårmyggor. Inga underarter finns listade i Catalogue of Life.